# Sophia von Sachsen-Weißenfels (1654–1724)

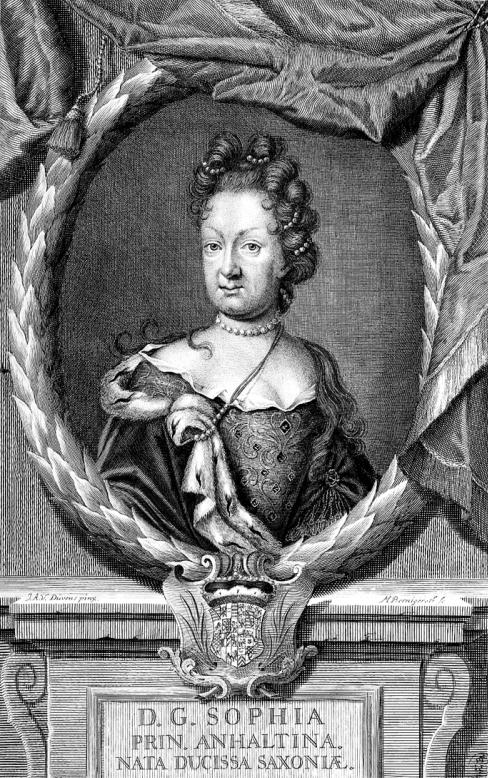
Sophia von Sachsen-Weißenfels als Fürstin von Anhalt-Zerbst, Kupferstich, heute im Kupferstichkabinett Dresden der Staatlichen Kunstsammlungen Dresden

Sophia (auch Sophie)  von Sachsen-Weißenfels (* 23. Juni 1654 in Halle; † 31. März 1724 in Zerbst) war eine geborene Prinzessin von Sachsen-Weißenfels und -Querfurt aus dem Hause der albertinischen Wettiner und durch Heirat Fürstin von Anhalt-Zerbst.

## Leben und Wirken
Sophia war die dritte Tochter des Herzogs August von Sachsen-Weißenfels und dessen Gemahlin Anna Maria von Mecklenburg-Schwerin, Tochter des Herzogs Adolf Friedrich I. von Mecklenburg-Schwerin. Sie wurde nach ihrer Urgroßmutter väterlicherseits, der sächsischen Kurfürstin Sophie von Brandenburg, benannt. Sophia starb im Alter von 69 Jahren in ihren Gemächern auf Schloss Zerbst und wurde am 7. Juni 1724 in der Fürstengruft der Hofkirche St. Bartholomäi beigesetzt.
Nach Sophie wurde der 1698 eingedeichte Sophiengroden und die Ortschaft Sophiensiel im Wangerland benannt.

## Ehe und Nachkommen
Ihre einzige Ehe schloss sie am 18. Juni 1676 in Halle mit Karl Wilhelm, Fürst von Anhalt-Zerbst, dem Sohn Johanns VI., Fürst von Anhalt-Zerbst aus dessen Ehe mit Sophie Auguste von Schleswig-Holstein-Gottorf.
Als Besonderheit ist anzumerken, dass Karl Wilhelm und Sophia entgegen den an fast allen Fürstenhöfen Europas üblichen Gepflogenheiten im neuen Barockschloss ein gemeinsames Schlafzimmer besaßen.
Mit ihrem Gemahl hatte sie folgende Kinder:
- Johann August (1677–1742), Fürst von Anhalt-Zerbst
- Karl Friedrich (* 2. Juli 1678 in Zerbst; † 1. September 1693 ebenda), Prinz von Anhalt-Zerbst
- Magdalena Augusta (1679–1740), Prinzessin von Anhalt-Zerbst ⚭ Friedrich II., Herzog von Sachsen-Gotha-Altenburg